# Fred Wolf (neuroscientifique)
Pour les articles homonymes, voir Fred Wolf.
Fred Wolf est un physicien et neuroscientifique allemand.

## Carrière
Il étudier la physique et les neurosciences à l'Université Johann-Wolfgang-Goethe de Francfort et à l'Institut Max-Planck pour la recherche sur le cerveau de Francfort-sur-le-Main. Ses travaux fondateurs en physique théorique sur le système neuronal lui permettent d'obtenir en 1999 le prix Leibniz ainsi que la bourse Amos de Sha-lit de la Fondation Minerva et la bourse Schlössmann de la Société Max Planck.
Wolf travaille dans les centres internationaux à la pointe de la recherche en neurosciences théoriques et en physique théorique, l'Interdisciplinary Center for Neural Computation (en), The Racah Institute of Physics (en) et l'Institut Kavli de physique théorique de l'Université de Californie à Santa Barbara (UCSB). En 2001 il revient en Allemagne, où il crée un groupe de recherche au Max Planck Institute for Dynamics and Self-Organization avec le soutien technique de la Fondation Volkswagen et du Programme Frontière humaine. En 2008 il est nommé professeur honoraire de Physique par l'Université de Göttingen. Il est membre fondateur et depuis 2013 directeur du Centre de Göttingen du Réseau Bernstein, le Bernstein Center for Computational Neuroscience de Göttingen.

## Prix et distinctions
En hommage à ses contributions innovantes et profondes, Fred Wolf devient en 2015 Fellow de l'American Physical Society.
En 2017, il est lauréat du Prix de neuroscience mathématique.